# Jim Prior
James Michael Prior, Barone Prior di Brampton, noto anche come Jim Prior (11 ottobre 1927 – 12 dicembre 2016), è stato un politico britannico, membro del Partito Conservatore, eletto alla Camera dei comuni dal 1959 al 1987 e passato successivamente alla Camera dei lord.

## Biografia
Dopo la laurea in Estate Management (un corso di studi multidisciplinare che permette l'abilitazione alla professione di agente immobiliare) a Cambridge, Prior spese i suoi anni nel servizio militare in Germania ed in India.
Eletto per la prima volta alla Camera dei Comuni nel 1959, fu ministro dell'Agricoltura, Pesca e Cibo tra il 1970 ed il 1972, quando divenne Leader della Camera dei Comuni e Lord President of the Council, fino alla sconfitta elettorale del febbraio 1974.
Legato alla linea politica di Edward Heath, alla sua caduta, Prior si candidò assieme ad altri al secondo turno di ballottaggio per la leadership Tory, ottenendo solo 19 voti contro i 146 conquistati da Margaret Thatcher, eletta leader, l'11 febbraio 1975.
Dopo la vittoria dei Tory alle elezioni nazionali del 4 Maggio 1979, Prior divenne Ministro del Lavoro. Fu subito etichettato come uno dei wets (un conservatore incline a favorire un intervento anche ampio dello Stato in economia) dai thatcheriani.
La sua mancanza di disponibilità ad assecondare i piani del Primo Ministro sul ridimensionamento del potere delle Trade Unions gli costò la carica. L'incandescente contrasto sulla politica economica monetarista, all'interno del Governo Tory, esplose nel giugno del 1981, ma Thatcher pospose la questione al termine dell'estate. Nel Settembre 1981, la signora Thatcher pose termine al dissidio, decidendo di estromettere l'ala sinistra del partito dalle questioni economiche. Così eseguì il primo rimpasto di governo: spostò Prior al ministero per l'Irlanda del Nord, sostituendolo al ministero del Lavoro col fidato Norman Tebbit. All'epoca occuparsi della questione irlandese era l'incarico di governo meno ambito in assoluto, usato per marginalizzare il politico di turno.
Nel 1987 lasciò la Camera dei Comuni, e fu creato Pari a vita alla Camera dei Lords, come Barone Prior, il 14 ottobre dello stesso anno.
| Controllo di autorità | VIAF (EN) 38402029 · ISNI (EN) 0000 0000 8220 9588 · LCCN (EN) n86118930 · GND (DE) 1240769741 · J9U (EN, HE) 987007458555405171 |